# Kaspisk bäcksköldpadda
Kaspisk bäcksköldpadda (Mauremys caspica) är en sköldpaddsart som beskrevs av  Samuel Gottlieb Gmelin 1774. Arten ingår i släktet Mauremys och familjen Geoemydidae.

## Underarter
Arten delas in i följande underarter:
- M. c. caspica
- M. c. ventrimaculata
- M. c. siebenrocki

## Utbredning
Den kaspiska bäcksköldpaddan lever på Balkanhalvön, i Mellanöstern, Kaukasus och sydvästra Turkmenistan.